# Rüdiger Schender
Rüdiger Schender (* 20. Oktober 1974 in Linz) ist ein österreichischer Jurist und Politiker (FPÖ). Er war von 2000 bis 2002 Abgeordneter zum Österreichischen Nationalrat.

## Ausbildung und Beruf
Rüdiger Schender ist der Sohn des ehemaligen oberösterreichischen Landtagsabgeordneten und Volksanwalts Horst Schender (* 1938).
Rüdiger Schender besuchte von 1981 und 1985 die Volksschule in Puchenau und im Anschluss das Akademische Gymnasium in Linz. Nach der Matura 1993 leistete Schender seinen Präsenzdienst als Einjährig-Freiwilliger ab und studierte dann von 1994 bis 2000 Rechtswissenschaften an der Universität Wien (Mag. iur.). 2001 begann er sein Gerichtsjahr am Landesgericht Wien. Nach seinem Ausscheiden aus der Politik arbeitete er als Konzipient in der damaligen Rechtsanwaltskanzlei von Dieter Böhmdorfer, mit dem er nunmehr gemeinsam die Kanzlei Böhmdorfer-Schender betreibt.
Schender ist Ausschussmitglied der Rechtsanwaltskammer Wien. Im Jahr 2015 kandidierte er als gemeinsamer Kandidat der Wahlplattform Sobranje für die Funktion des Vizepräsidenten der Rechtsanwaltskammer Wien.

## Politik
Schender war ab 1997 Gemeinderat in Puchenau und ab 1996 Mitglied der Bundesparteileitung der FPÖ. Zudem war Schender Bundesobmann des Ringes Freiheitlicher Jugend (RFJ) und Bezirksparteiobmann der FPÖ Urfahr-Umgebung. Von 29. Oktober 1999 bis 19. Dezember 2002 vertrat Schender die FPÖ im Nationalrat. Nach dem Ende seiner Tätigkeit als Abgeordneter war Schender Kabinetts-Mitarbeiter von FP-Justizminister Dieter Böhmdorfer, Kabinettschef von Hubert Gorbach und Aufsichtsrat in der ÖBB.

## Privates
Schender ist Mitglied der Sängerschaft Kürnberg.